# Барская, Маргарита Александровна
Маргари́та Алекса́ндровна Ба́рская (6 [19] июня 1903, Баку — 23 июля 1939, Москва) — советская актриса, кинорежиссёр и сценарист.

## Биография

### Происхождение
Родилась 6 (19) июня 1903 года в Баку, в семье было ещё две младшие дочери: Анна (1905) и Евгения (1907). В пять лет Мара с сёстрами остались без отца, инициатором развода была её мать Мария Моисеевна Барская — модистка, из оршанской еврейской семьи. Из-за обиды на отца позже, при получении паспорта, взяла себе другое отчество. В шесть лет выступила на одной сцене с гастролирующей в Баку В. Ф. Комиссаржевской. Мечтая о карьере артистки в 1921 году стала студенткой Первой Азербайджанской Государственной драматической студии. После окончания студии попала в труппу Гастрольного экспериментального театра-студии «Красный факел» В. К. Татищева.

### Профессиональная деятельность
Во время гастрольной поездки в Одессу Барскую пригласили на студию ВУФКУ, где она познакомилась с режиссёром Петром Чардыниным и в 23 года стала женой 52-летнего кинопатриарха. Оставив труппу Татищева, в сезоне 1923—1924 годов выступала на сцене Одесского русского драмтеатра им. А. Иванова. Как фотомодель снималась у Александра Гринберга в ню. Снимаясь в кино, она увлеклась работой помощника и ассистента режиссёра, Чардынин обучил её монтажу. В 1925 году по её предложению им был снят специальный вариант «Тараса Шевченко» для детей, в прокате он назывался «Тарасова жизнь» или «Маленький Тарас». Окончательно потеряв интерес к актёрскому ремеслу, она начала писать сценарии (короткометражные комедии «Кино-яд», «Васька-угольщик» и «Метресса его высочества») и решила работать самостоятельно. В 1929 году Барская рассталась с Чардыниным и уехала в Москву. Чардынин, несмотря на нанесенную обиду, выдал Барской официальное письмо, подтверждающее её квалификацию в режиссуре, приобретённую ею в период их совместной работы.
В Москве занималась работой по организации фабрики детских фильмов, участвовала в организации «детской секции» при АРРКе, была членом специального киносовета при Наркомпросе. Режиссёр и сценарист на студии «Межрабпомфильм», реорганизованной в 1936 году в «Союздетфильм». Автор сценариев, эссе, рассказов, статей о методах работы с детьми, о специфике детского кино, о репертуаре. Печаталась в журнале «Крокодил».
В 1930 году сняла свой первый самостоятельный культурно-просветительский фильм для школьников «Кто нужнее — что важнее». Первый полнометражный звуковой художественный фильм «Рваные башмаки», поставленный по собственному сценарию, имел большой успех; он считался важной вехой в развитии кинематографа в официальном советском киноведении. Следующий фильм «Отец и сын», тоже по собственному сценарию, не был выпущен на экраны. Барская подверглась идеологической проработке, в июне 1937 года её уволили со студии «Союздетфильм». В начале 1939 года работала Антоном Макаренко над сценарием к фильму «Флаги на башнях», но руководство Киностудии имени Горького отказалось ставить фильм по их сценарию, поскольку Барская была любовницей Карла Радека.

### Гибель
23 июля 1939 года покончила с собой, бросившись в лестничный пролёт киностудии после собрания, на котором её фактически отлучали от профессии. Официальных версий причины самоубийства не выдвигалось. Ряд источников считает, что суицид был вызван продолжительным творческим простоем и отсутствием в результате этого средств к существованию.
Похоронена на Новом Донском кладбище, колумбарий 9, секция 1.

## Семья и личная жизнь
- Младшая сестра — Евгения Михайловна Барская (собирательница архива Маргариты Барской)[13][14].
- Средняя сестра — Анна Михайловна Барская.

- Племянник — Дмитрий Анатольевич Барский (хранитель архива Маргариты Барской).

- Муж (в 1923—1929 годах) — Пётр Иванович Чардынин (1873—1934), кинорежиссёр[5].
- Состояла в гражданском браке с журналистом и кинодраматургом Афанасием Ефимовичем Милькиным (1903—1938), соавтором сценария фильма «Измена», с которым она познакомилась в 1929 году (частично сохранилась их переписка)[15].

## Фильмография

### Актриса
- 1924 — Простые сердца
- 1925 — Бабий Лог — Дарья
- 1925 — Генерал с того света
- 1925 — Соль
- 1926 — Тарас Трясило — Ягелла
- 1926 — Ягодка любви — Лиза[16]

### Режиссёр
- 1930 — Кто важнее — что нужнее
- 1933 — Рваные башмаки
- 1936 — Отец и сын (на экраны не вышел)

### Сценарист
- 1930 — Кто важнее — что нужнее
- 1933 — Рваные башмаки
- 1936 — Отец и сын (совместно с В. Явдиным)
- 1939 — Флаги на башнях (совместно с А. Макаренко, на экраны не вышел)

## Память
Документальный фильм — «Возвращение Маргариты Барской» (режиссёр Марина Малахова, 2010).